# Joan Turón i Algans
Joan Turón i Algans (Girona, 27 de març de 1904 - agost de 2001) va ser un delineant tècnic i dibuixant català.
Començà la seva formació amb 13 anys, com a aprenent de delineant al despatx de l'arquitecte Josep Esteve. Amb 24 anys, el 1928, i després d'exercir durant un temps de professional lliure realitzant encàrrecs, fou contractat com a delineant tècnic per la Diputació de Girona, on va desenvolupar tota la seva vida professional. Com a gran afeccionat que era al dibuix, va formar part del Sindicat de Dibuixants de Girona durant les primeres dècades de 1900. Durant la Segona República Espanyola, el 1937 l'Ajuntament de Begur va demanar a aquesta ciutat que realitzés un dibuix per al paper moneda que la població va crear, sent l'encarregat de dissenyar-lo Joan Turón. Per això els bitllets estan firmats a la part interior dreta amb la Lletra T.
Quan, amb motiu de la Guerra Civil Espanyola i del perill que corria el patrimoni del país, la Generalitat de Catalunya va crear una Comissió de Patrimoni per salvaguardar-lo, Turón va participar en la Delegació de Girona, creada l'any 1936 i en funcionament fins al final de la guerra, com a funcionari de la Diputació, juntament amb Enric Blanch Roig (arquitecte de la Diputació i cap de la Comissió), Francesc Riuró Llapart (que en fou el secretari), Caries Palol Feliu, Eduard Fiol Marqués, Pere Vallmajó Perpinyá, Pau Planas Prats i Joan Subias Galtet. Turón fou el responsable de recollir i registrar al llibre d'entrades de la Comissió les noves incorporacions, entre els quals destaca el Martirologi de Girona.
Joan Turón també va participar activament en la vida social i esportiva de Girona, intervenint en un gran nombre d'activitats socials i culturals. Va ser secretari de la secció de pesca del Grup Excursionista i Esportiu Gironí (GEiEG), entitat a la qual pertanyia com a soci número 1 des de la seva fundació, el 1919. Els darrers anys, i malgrat l'edat i la seva delicada salut, continuà interessant-se per tot el que feia referència a Girona, ciutat que no va deixar d'estimar fins a la seva mort.